# Zisterzienserinnenkloster Nieuw-Mariëndaal
Das Zisterzienserinnenkloster Nieuw-Mariëndaal (auch Nieuw-Mariendael oder Maria-Kroon)  war von 1338 (oder 1359) bis 1382 ein Kloster der Zisterzienserinnen  in Heesbeen, Heusden, Provinz Nordbrabant in den Niederlanden.

## Geschichte
Machteld van Riede (1275–1362) stiftete 1338 oder 1359 (auch: 1361) in Heesbeen westlich Heusden ein Nonnenkloster, das von der Zisterzienserinnenabtei Mariendaal (Utrecht) besiedelt wurde und deshalb den Namen Neu-Mariental annahm. Es hatte den Mönch Daniel van den Bosch aus Kloster Kamp zum Beichtvater. Nach allerlei Schwierigkeiten mit den Erben der Stifterin (und Umwandlung in ein Männerkloster 1382) wurde das Kloster von Willem van Kronenburg  (ca. 1335–1397) spätestens 1384 aufgehoben und stattdessen in Heusden das Zisterzienserkloster Mariënkroon (Heusden) gegründet (mit Besiedelung aus Kamp).